# Nogometna reprezentacija Danaca iz Njemačke
Nogometna reprezentacija Danaca iz Njemačke predstavlja dansku nacionalnu manjinu iz Njemačke.
Trenutačni izbornik: 

Osnovana:

## Sudjelovanja na natjecanjima
Sudionici su Europeade, europskog prvenstva nacionalnih manjina koje se održalo u Švicarskoj od 31. svibnja do 7. lipnja 2008.

Na tom prvenstvu, reprezentacija njemačkih Danaca je osvojila četvrto mjesto. U susretu za treće mjesto u Churu su izgubili od mađarskih Roma s 0:9.

Do tog susreta, u prvom dijelu natjecanja po skupinama, osvojili su drugo mjesto. U Ilanzu su u poluzavršnici izgubili od kasnijeg doprvaka,  vojvođanskih Hrvata s 1:5.

## Vanjske poveznice i izvori
- ORF  Arhivirana inačica izvorne stranice od 13. srpnja 2011. (Wayback Machine) Južnotirolci su dobili EP manjin, 8. lipnja 2008.
- (njem.) Swissinfo[neaktivna poveznica] Südtiroler gewinnen Europeada 08
- (njem.) Europeada Službene stranice Europeade 2008.
- Flickr,  Flickr[neaktivna poveznica] Danci iz Južnog Schleswiga na Europeadi 2012.